# Inbyggt system

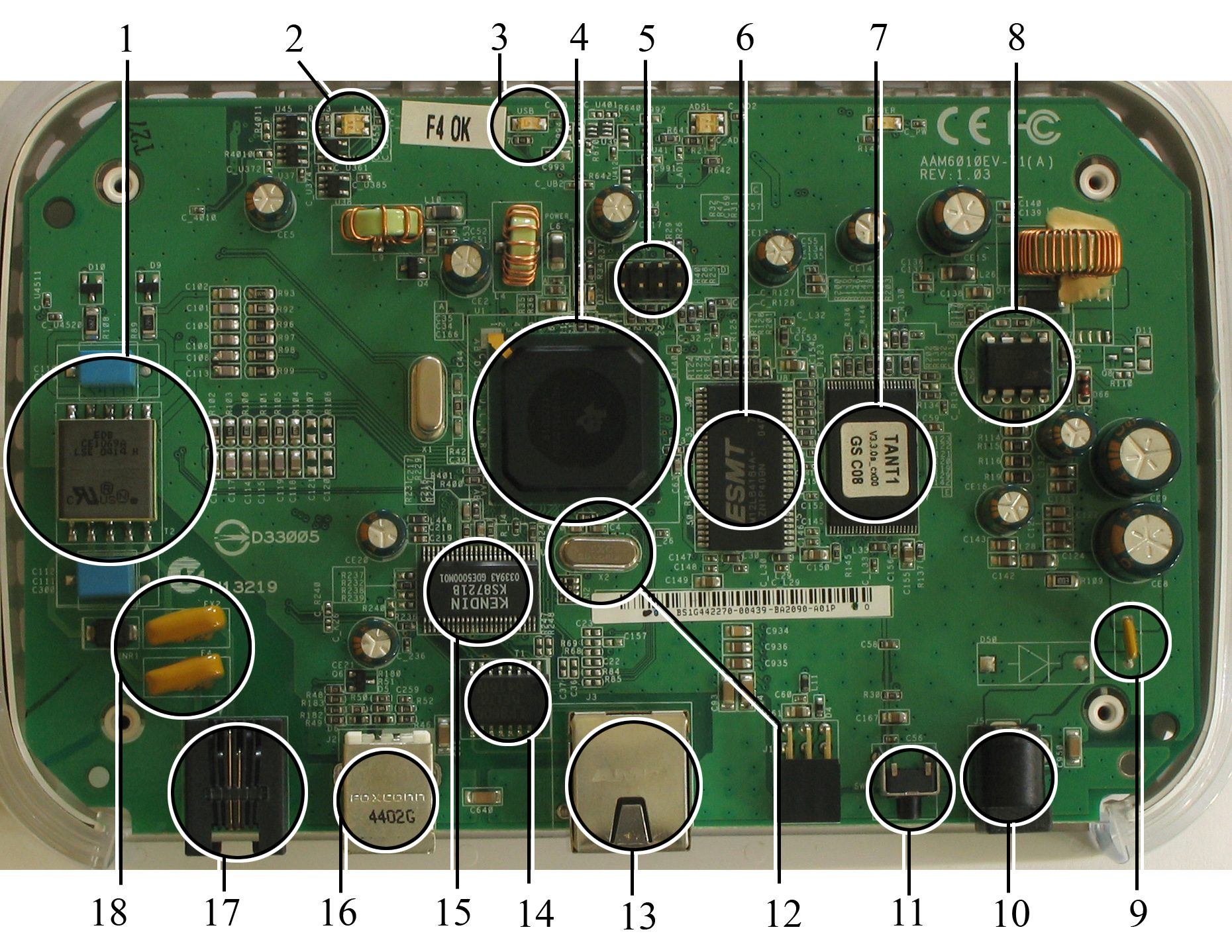
Exempel på ett inbyggt system, en router. Markerat är bland annat mikroprocessor (4), RAM (6), och flashminne (7).

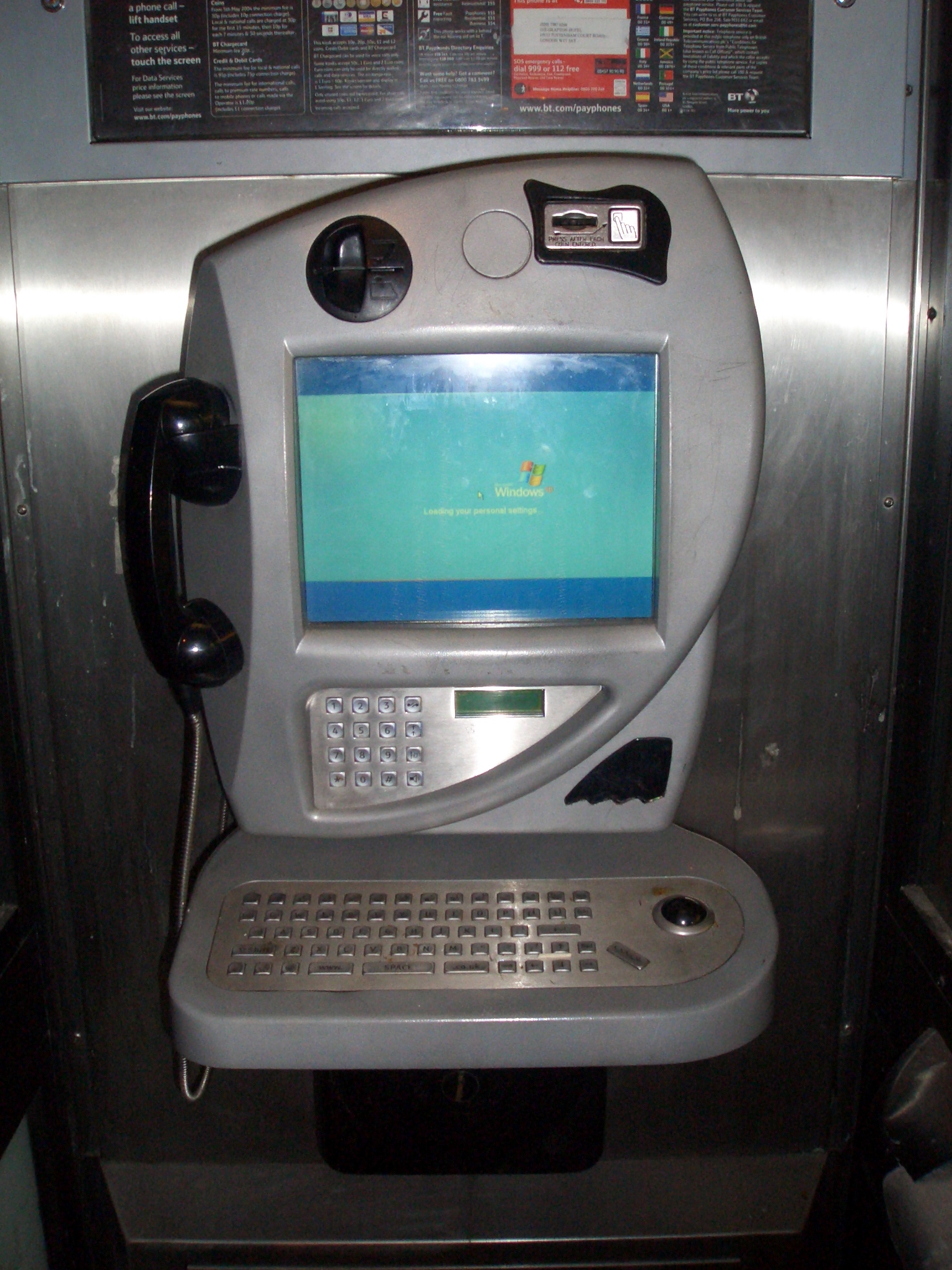
Mindre typiskt inbyggt system, en betaltelefon som laddar operativsystemet. Egentligen en specialanpassad PC.

Inbyggda system, eller inbäddade system, avser datorer eller datorliknande system som ingår i enheter som har en eller ett fåtal speciella funktioner, ofta med någon form av realtidskrav. Mjukvaran i ett inbyggt system ligger oftast lagrad i ROM eller flashminne. Inbyggda system är ofta en del av en apparat eller maskin inklusive hårdvara och mekaniska delar. Exempel på enheter med inbyggda system är hemelektronik, mobiltelefoner, industrirobotar och även (modernare) vitvaror, bilar, flygplan och moderna tåg.
En stor skillnad i datorfunktionen ur användarens synvinkel är att man normalt inte kan ladda egen programvara, utan den befintliga programvaran ligger mer dold. Det faktum att man inte kan ladda egen programvara gör systemet betydligt mindre komplicerat och mer driftsäkert än vad en persondator normalt är. En annan viktig faktor för både driftsäkerhet och responsivitet jämfört med en typisk persondator, är att inget komplicerat startförfarande normalt behövs; det egentliga systemprogrammet, det vill säga applikationen, ligger i de flesta fall statiskt i ett ROM eller flashminne. Själva applikationen kan därför starta inom några millisekunder efter strömpåslag eller reset från vakthund. Programmen är ofta relativt små, typiskt i intervallet en kB till en MB.
Vissa inbyggda system är byggda kring liknande hårdvara som persondatorer och kan följaktligen använda versioner av operativsystem framtagna för dessa såsom Windows (se bilden) eller Linux, varvid flera 100 MB programminne kan krävas. Ofta är sådana system ändå optimerade för inbyggt bruk, till exempel Windows CE eller någon anpassad Linuxdistribution där program lagras i ROM eller Flash i stället för på hårddisk och även andra optimeringar gjorts. I en del fall accepteras dock långa uppstartstider på samma sätt som med en persondator (se bilden).
Det finns också mellanting mellan datorer och inbyggda system i den meningen att användaren kan komplettera eller byta ut programvara i en begränsad omfattning, ett exempel är mobiltelefoner. Många, men långtifrån alla, inbyggda system kan sägas vara realtidssystem.